# Uropachys flavicrura
Uropachys flavicrura är en tvåvingeart som först beskrevs av Hardy och Linda M. Kohn 1964.  Uropachys flavicrura ingår i släktet Uropachys och familjen styltflugor. Inga underarter finns listade i Catalogue of Life.